# Avalon (Chaos Divine)
Avalon is het debuutalbum van de Australische band Chaos Divine. Het album werd uitgebracht in 2008.

## Nummers
1. "Contortion" - 5:14
2. "Our Delusion" - 4:55
3. "Refuse The Sickness" - 5:07
4. "Avalon" - 5:25
5. "Cages" - 4:59
6. "Brand New Eyes" - 3:48
7. "The Carnal Thirst" - 6:55
8. "Rapture" - 5:35
9. "Narcosis" - 4:12
10. "Alone In The Sky" - 3:48

## Band
- Dave Anderton - Zanger
- Simon Mitchell - Gitarist
- Ryan Felton - Gitarist
- Michael Kruit - Bassist
- Ben Mazzarol - Drummer